# Брюмель, Антуан
Антуа́н Брюме́ль (фр. Brumel; ок. 1460—1512 или 1513) — французский композитор, видный представитель франко-фламандской школы.

## Биография
Место рождения точно не известно (в качестве возможного кандидата исследователи рассматривают Brunelles, расположенный к западу от Шартра). В 1483-86 — певчий в шартрском соборе Нотр-Дам, до 1492 пел в соборе св. Петра в Женеве, ок. 1497 в Лане. В 1498—1500 руководитель капеллы в Соборе парижской Богоматери, в 1506-10 — капельмейстер при дворе Альфонсо I д'Эсте в Ферраре (сменил на этом почётном посту Якоба Обрехта). О последних годах жизни достоверных сведений не сохранилось. После распада капеллы д’Эсте предположительно оставался в Италии, работая в церквах Фаэнцы и Мантуи. По В. Галилею, Брюмель в составе группы композиторов в 1513 году удостоился аудиенции у папы Льва X. По Г. Глареану, композитор был знаком с Жоскеном Депре (соревновался с ним в мастерстве) и дожил до «почтенного возраста».

## Творчество
Наиболее значительная часть наследия — многоголосные мессы, в различных техниках: традиционной (на cantus firmus), как в мессе на популярную светскую песню L’homme armé, и авангардных, к которым относятся месса-парафраза (мелодическая фраза или мотив проводится через всё сочинение, аналогично позднейшему лейтмотиву), как месса De beata virgine, и месса-пародия (цитируется фрагмент многоголосной фактуры целиком), как De dringhs, пародия на собственную шансон. В мессе Sine nomine для каждой части ординария в качестве источника использован новый тематический материал. В заупокойной мессе (реквиеме) впервые в качестве cantus firmus используется мелодия знаменитой секвенции Dies irae (композитор обработал только нечётные строфы; см. Alternatim). Все мессы Брюмеля четырёхголосны (что было в его время традиционно), за исключением Et ecce terrae motus, написанной на 12 голосов.
Мотеты (около 30) и шансон Брюмеля отличаются стилистическим многообразием. Часть их написана в сложной контрапунктической технике, напоминающей сочинения Окегема, а часть—в гоморитмической (старогомофонной) фактуре на манер многоголосных итальянских песен (см. Фроттола, Вилланелла) XVI века. Для музыки «итальянского» периода характерна декламационная силлабическая скороговорка, которая (позднее) стала общим местом ренессансного мадригала. Среди сочинений, написанных для инструментального ансамбля,— обработка популярной фламандской песни «Tandernaken» (у Брюмеля — «Tandernac»).

## Список сочинений

### Мессы
1. De beata virgine (a4)
2. L’homme armé (a4)
3. De dringhs (a4)
4. Sine nomine (a4)
5. Berzerette savoyenne (a4)
6. Victimae paschali laudes (a4)
7. Missa pro defunctis (реквием, а4)
8. A l’ombre d’ung buissonet (a4)
9. Bon temps (a4)
10. Descendi in hortum (a4)
11. Dominicalis (a4)
12. Je nay deuel (a4)
13. Ut re mi fa sol la (a4)
14. Et ecce terrae motus (a12)

### Мотеты и церковная музыка (выборка)
1. Ave stella matutina
2. Ave, virgo gloriosa
3. Da pacem, Domine
4. Exemplum octo modorum
5. Lamentationes: Heth. Cogitavit Dominus
6. Languente miseris
7. Mater patris et filia
8. Nativitas unde gaudia / Nativitas tua, Dei genitrix
9. Nato canunt omnia
10. Noe, noe, noe
11. O crux, ave, spes unica
12. O Domine Jesu Christe
13. Philippe, qui videt me
14. Regina caeli laetare (2)
15. Sicut lilium inter spinas
16. Sub tuum praesidium

- Магнификат первого тона
- Магнификат I тона
- Магнификат VI тона
- Credo (4 самостоятельных сочинения)
- Benedictus 'fuga ex una'

### Светская музыка
1. Amours, amours
2. Dieu te gart, bergere
3. Du tout plongiet / Fors seulement (рондо)
4. En amours que cognoist
5. En ung matin
6. Esnu sy que plus porroie
7. Jamays
8. James que la ne peult estre
9. Je despite tous
10. Le moy de may
11. Pour vostre amour
12. Tandernac
13. Tous les regretz
14. Una maistresse
15. Vray dieu d’amour

### Сочинения, приписываемые Брюмелю
- Fortuna desperata
- Магнификат VIII тона